# Saint Jérôme dans un paysage
Saint Jérôme dans un paysage est un tableau de Lambert van Noort et Henri Bles peint entre 1530 et 1560. Il représente saint Jérôme dans un paysage. Le tableau est conservé au Musée provincial des arts anciens du Namurois (TreM.a) à Namur.

## Description
Le tableau de style Renaissance est une peinture à l'huile sur bois de 116,7 centimètres de haut pour 81,6 centimètres de large. Il représente saint Jérôme en athlète se recueillant devant un crucifix, dans la partie droite du tableau. On remarque à l'arrière un paysage typique de l'artiste Bles qui s'inspire de la vallée mosane de la région dinantaise. « LVN » est monogrammé sur la tête de saint Jérôme, signature de Lambert van Noort et non celle de Bles.

### Iconographie
On retrouve plusieurs attributs et symboles dans l'iconographie de l'œuvre. Parmi l'iconographie remarquable présente, on peut citer le lion, le chapeau de cardinal, le crucifix, le chêne et la prière. Tous ces symboles se fondant dans une iconographie s'inspirant de la vallée mosane.
Le lion est un animal très représenté dans l'art ; au Moyen Âge, il représente le Christ ; est-ce le cas dans l'œuvre de van Noort et Bles, surtout que la gueule est anthropomorphique? Le lion sur le tableau est représenté dans un certain réalisme, ce qui confirme le style renaissant de l'œuvre. Le lion est aussi l'animal associé à saint Jérôme dans l'iconographie chrétienne, censé renvoyer une image positive de ce saint. L'histoire du lion et de saint Jérôme est légendaire. Cette légende est née dans La Légende dorée qui développe des biographies imaginaires sur la vie de différents saints dont saint Jérôme. Dans cette légende, un lion serait devenu l'animal de compagnie du saint après que ce dernier ait soigné le lion d'une épine dans la patte.
Ensuite, dans le coin inférieur droit, un chapeau de cardinal est posé ; il représente la reconnaissance de saint Jérôme en tant que cardinal, bien que celui-ci ne le soit pas. On lui donne ce titre comme une marque de confiance que le pape Damase Ier lui accorde et est depuis, dans l'iconographie, représenté avec cet attribut typique, un chapeau de cardinal rouge. Cette reconnaissance en tant que cardinal dans l'iconographie est en réalité anachronique, le cardinalat étant mis en place vers l'an mille, saint Jérôme n'aurait jamais pu avoir ce titre de son vivant,.
Pour l'iconographie du Christ, il faut remonté à la période durant laquelle le tableau est peint. Il l'est au XVIe siècle, au moment où la Contre-Réforme catholique incite les peintres et artistes à représenter le Christ sur une croix dans une posture pathétique. Avant cette contre-réforme, il était simplement représenté en tant qu'homme résigné ou souffrant arqué sur la croix et avant cette période, c'est-à-dire avant le Xe siècle, le Christ était représenté triomphant la mort. Cette représentation du Christ crucifié pourrait aussi renforcé l'image de saint Jérôme, anachorète dévouant sa vie spirituelle dans la solitude (il est seul, excepté le lion et le Christ) et dans le recueillement. Le recueillement est alors très bien représenté, presque couché sur son lion, priant le Christ sur la croix.
Le chêne, quant à lui, est une symbolique représentée de nos jours en numismatique et sur des timbres et il est le symbole de la longévité dans le temps et d'un concept abstrait. Dans le tableau, il prend une place importante.

## Conservation
Le Musée provincial des Arts anciens du Namurois (TreM.a) acquiert le tableau après que ce dernier s'est retrouvé dans le commerce de l'art. Dans le TreM.a, il fait partie de la collection de la Communauté française Wallonie-Bruxelles (inventaire : APC20.998) et de la Société archéologique de Namur (inventaire : 318) en tant que bien mobilier classé de la Communauté française depuis le 26 mars 2010 et paru au Moniteur belge le 28 septembre de la même année.